# Подкланц
Подкланц (словен. Podklanc) — поселення в общині Дравоград, Регіон Корошка, Словенія. Висота над рівнем моря: 361,8 м.